# سکساپاهاو (کارولینای شمالی)
سکساپاهاو (به انگلیسی: Saxapahaw) شهری در ایالت کارولینای شمالی کشور ایالات متحده آمریکا است که جمعیت آن در سرشماری سال ۲۰۱۰ میلادی، ۱٬۶۴۸ نفر بوده‌است.